# Øivin Fjeldstad
Øivin Fridtjof Fjeldstad (* 2. Mai 1903 in Kristiania; † 16. Oktober 1983 in Oslo) war ein norwegischer Dirigent und Komponist.

## Leben
Fjeldstad spielte seit seiner Kindheit Geige und studierte später bei Gustav Lange in Kristiania und Walther Davisson in Leipzig. Sein Debütkonzert als Geiger fand im Jahr 1921 statt. Er trat dann als Geiger in das Orchester der Philharmonischen Gesellschaft ein und war ab 1927 Konzertmeister des Radioorkesteret.
Als Dirigent debütierte er 1931 mit dem Orchester der Philharmonischen Gesellschaft, aber seine Laufbahn als Dirigent begann erst nach  seinem Studium bei Clemens Krauss in Berlin (1939) und dem Ende des Zweiten Weltkrieges. Er leitete von 1945 bis 1947 das Oslo Kammerorkester und war von 1946 bis 1962 Chefdirigent des Orchesters des norwegischen Rundfunks. Er machte sich auch einen Namen als Operndirigent und leitete in der Saison 1958–59 das Orchester der Norwegischen Oper. Von 1962 bis 1970 war er Chefdirigent und künstlerischer Leiter des Orchesters der Philharmonischen Gesellschaft.
Als Gastdirigent trat Fjeldstad u. a. in den skandinavischen Ländern, Großbritannien,  Kanada, den USA, Jugoslawien, Frankreich, Belgien, den Niederlanden und Deutschland auf. Als Geiger nahm er Werke von Johan Halvorsen und Christian Sinding auf. Von seinen Aufnahmen als Dirigent sind besonders Richard Wagners Götterdämmerung (mit Kirsten Flagstad und Set Svanholm), dessen Wesendonck-Lieder, Romanzen von Eyvind Alnæs, Edvard Grieg und Harald Lie, Griegs Klavierkonzert (mit Clifford Curzon) und die Violinkonzerte von Tschaikowski und Sibelius (mit Ruggiero Ricci) zu nennen.
Als Förderer der modernen norwegischen Musik leitete Fjeldstad u. a. die Uraufführungen von Fartein Valens Dritter Sinfonie und seines Violinkonzertes (mit Camilla Wicks). Als Komponist trat er insbesondere mit Violinwerken und Chorliedern mit Klavierbegleitung hervor. 1960 wurde er als Ritter 1. Klasse des Sankt-Olav-Ordens ausgezeichnet.